# Thomas H. B. Browne

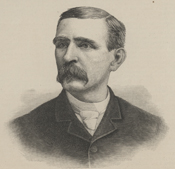
Thomas H. B. Browne

Thomas Henry Bayly Browne (* 8. Februar 1844 in Accomac, Accomack County,  Virginia; † 27. August 1892 ebenda) war ein US-amerikanischer Politiker. Zwischen 1887 und 1891 vertrat er den Bundesstaat Virginia im US-Repräsentantenhaus.

## Leben
Thomas Browne genoss zunächst eine private Schulausbildung und besuchte danach die Hanover Academy sowie die Bloomfield Academy in Virginia. Während des Bürgerkrieges diente er zwischen 1861 und 1865 in verschiedenen Einheiten im Heer der Konföderation. Nach einem anschließenden Jurastudium an der University of Virginia in Charlottesville und seiner 1868 erfolgten Zulassung als Rechtsanwalt begann er in Accomac in diesem Beruf zu arbeiten. Im Jahr 1873 wurde er Bezirksstaatsanwalt im Accomack County. Gleichzeitig schlug er als Mitglied der Republikanischen Partei eine politische Laufbahn ein.
Bei den Kongresswahlen des Jahres 1886 wurde Browne im ersten Wahlbezirk von Virginia in das US-Repräsentantenhaus in Washington, D.C. gewählt, wo er am 4. März 1887 die Nachfolge von Thomas Croxton antrat. Nach einer Wiederwahl konnte er bis zum 3. März 1891 zwei Legislaturperioden im Kongress absolvieren. Im Jahr 1890 unterlag er dem Demokraten William Atkinson Jones.
Nach dem Ende seiner Zeit im US-Repräsentantenhaus praktizierte Browne wieder als Anwalt. Er starb am 27. August 1892 in seinem Heimatort Accomac.